# 2006 en bande dessinée
| Années de la bande dessinée : 2003 - 2004 - 2005 - 2006 - 2007 - 2008 - 2009    |
| Décennies de la bande dessinée : 1970 - 1980 - 1990 - 2000 - 2010 - 2020 - 2030 |

Cet article présente les faits marquants de l'année 2006 en bande dessinée.

## Événements
- Du 26 au 29 janvier : 33e Festival international de la bande dessinée d'Angoulême.

- Du 9 au 13 mars : Les 5 jours BD de Grenoble organisés par Mosquito (maison d'édition)
- Les 22 et 23 avril : 13e Festival de bande dessinée de Perros-Guirec
- Les 22 et 23 avril : Festival de bande dessinée et de littérature du Haut-Jura à Saint-Claude, organisé par les associations Générations Bédés et Salmigondis[1]
- Les 24 et 25 juin : 1er Festival de la bande dessinée de Lyon[2]
- Du 8 au 10 septembre : Festival international de bande dessinée de Lausanne (BD-FIL).
- Du 6 au 8 octobre : 30e Festival international de la bande dessinée de Chambéry.
- Du 3 au 5 novembre : Quai des Bulles - Festival de la bande dessinée et de l'image projetée (Saint-Malo).
- 20 novembre : Baru reçoit le Grand Boum 2006 au festival de Blois.
- Du 22 au 26 novembre : Salon du livre et de la presse jeunesse à Montreuil.
- Le 27 novembre Les Mauvaises Gens d'Étienne Davodeau obtient le Prix de la critique et le Prix France Info.
- Le 29 novembre : Christophe Chabouté reçoit le Grand Prix RTL 2007 pour Henri Désiré Landru (Vents d'Ouest).
- Le 5 décembre : Ludovic Debeurme reçoit le Prix Goscinny 2006 pour Lucille (Futuropolis).

## Meilleures ventes en France
1. Titeuf Tome 11 : Mes meilleurs copains par Zep chez Glénat : 570 800 exemplaires
2. Lucky Luke Tome 2 : La corde au cou par	Gerra et Achdé chez Lucky Comics : 232 200 exemplaires
3. Jack Palmer Tome 13 : L'affaire du voile par Pétillon chez Albin Michel : 149 300 exemplaires
4. Lanfeust des Étoiles Tome 6 : Le râle du flibustier par	Arleston et Tarquin chez Soleil Productions : 138 000 exemplaires
5. Thorgal Tome 29 : Le Sacrifice par	Grzegorz Rosiński et Van Hamme chez Le Lombard : 126 500 exemplaires
6. La face karchée de Sarkozy par	Cohen, Malka et Riss chez Vents d'Ouest : 109 500 exemplaires
7. La Tétralogie du Monstre Tome 3 : Rendez-vous à Paris par Bilal chez Les Humanoïdes Associés : 106 300 exemplaires
8. Trolls de Troy Tome 9 : Les prisonniers du Darshan 1 par	Arleston et Mourier chez Soleil Productions : 101 800 exemplaires
9. Les Profs Tome 9 : Rythme scolaire par	Pica et Erroc chez Bamboo : 94 600 exemplaires
10. Naruto Tome 21 par	Kishimoto chez Kana : 93 300 exemplaires

## Nouveaux albums
Albums de bande dessinée sortis en 2006

### Franco-belge
| Sortie       | Titre                                                                                            | Scénariste                                              | Dessinateur                                   | Coloriste         | Éditeur                 |
| ------------ | ------------------------------------------------------------------------------------------------ | ------------------------------------------------------- | --------------------------------------------- | ----------------- | ----------------------- |
| 11 janvier   | Vers le démon                                                                                    | Christian De Metter                                     |                                               |                   | Casterman               |
| 11 janvier   | Libertad                                                                                         | Wozniak, Charles, Charles                               |                                               |                   | Casterman               |
| 11 janvier   | De cape et de crocs t. 7 : Chasseurs de chimères                                                 | Ayroles                                                 | Masbou                                        | Masbou            | Delcourt                |
| 11 janvier   | Lucie Tome 3 : Tout conte fait                                                                   | Véronique Grisseaux                                     | Catel                                         |                   | Casterman               |
| 11 janvier   | Monstrueuse Parade                                                                               | Muriel Blondeau                                         | Philippe Foerster                             |                   | Casterman               |
| 11 janvier   | Alack Sinner t. 8 : L'affaire USA                                                                | Carlos Sampayo                                          | José Muñoz                                    |                   | Casterman               |
| 19 janvier   | Kenya t. 4 : Interventions                                                                       | Leo et Rodolphe                                         | Leo                                           | Scarlett          | Dargaud                 |
| 25 janvier   | Le Spirou de… t. 1 : Les Géants pétrifiés                                                        | Fabien Vehlmann                                         | Yoann                                         | Delf              | Dupuis                  |
| 27 janvier   | Du plomb dans la tête t. 3 : Du bordel dans l'aquarium                                           | Matz                                                    | Colin Wilson                                  |                   | Casterman               |
| 27 janvier   | Les Voyages de Jhen t. 2 : Paris (volume 1)                                                      | Jacques Martin, Yves Plateau                            |                                               |                   | Casterman               |
| 27 janvier   | Tombelaine t. 5 : Trahison                                                                       | Gilles Chaillet                                         | Bernard Capo                                  |                   | Casterman               |
| 27 janvier   | Partie de plaisir                                                                                | Patrick Delperdange                                     | Thierry Cayman                                |                   | Casterman               |
| 27 janvier   | Les Suites vénitiennes t. 9 : Sérénissime                                                        | Raives, Éric Warnauts                                   |                                               |                   | Casterman               |
| janvier      | L'Étouffeur de la RN 115                                                                         | Matthias Lehmann                                        |                                               |                   | Actes Sud               |
| janvier      | L'Héritier des étoiles t. 1 : Apprivoise-moi                                                     | Serge Carrère, Weissengel                               |                                               |                   | Vents d'Ouest           |
| janvier      | Enchaînés t. 3 : Le Diviseur                                                                     | Callède                                                 | Gihef                                         |                   | Vents d'Ouest           |
| janvier      | Section financière t. 1 : Corruption                                                             | Richard Malka                                           | Andrea Mutti                                  |                   | Vents d'Ouest           |
| janvier      | Cœlacanthes t. 1 : Noa                                                                           | Daphné Collignon                                        |                                               |                   | Vents d'Ouest           |
| janvier      | Valentine t. 2 : Seule et jolie                                                                  | Anne Guillard                                           |                                               |                   | Vents d'Ouest           |
| janvier      | 7 secondes t. 4 : Guillot                                                                        | Jean-David Morvan                                       | Gérald Parel                                  |                   | Delcourt                |
| 5 février    | Les Contes du septième souffle — t. 4, Shitate Ya                                                | Éric Adam                                               | Hugues Micol                                  |                   | Vents d'Ouest           |
| 10 février   | Adieu Chunky Rice                                                                                | Craig Thompson                                          |                                               |                   | Casterman               |
| 10 février   | Les Diaboliques t. 1 : Première Époque                                                           | Jean-Claude Servais                                     |                                               |                   | Casterman               |
| 10 février   | Caroline Baldwin t. 12 : Le Roi du Nord                                                          | André Taymans                                           |                                               |                   | Casterman               |
| 10 février   | La Guilde t. 1 : Astraban                                                                        | Oscar Martín, Miroslav Dragan                           |                                               |                   | Casterman               |
| 10 février   | L'Auberge du bout du monde t. 2 : Des pas sur le sable                                           | Tiburce Oger, Patrick Prugne                            |                                               |                   | Casterman               |
| 24 février   | Les Voyages de Jhen t. 3 : Carcassonne                                                           | Jacques Martin, Nicolas Van De Walle                    |                                               |                   | Casterman               |
| février      | Au Fil de l'Eau                                                                                  | Joel Orff                                               |                                               |                   | Çà et là                |
| février      | Butch Cassidy t. 1 : Walnut Grave                                                                | Brrémaud                                                | Bruno Duhamel, Jean-Emmanuel Vermot-Desroches |                   | Vents d'Ouest           |
| février      | Spaghetti Brothers t. 11                                                                         | Carlos Trillo                                           | Domingo Mandrafina                            |                   | Vents d'Ouest           |
| février      | La Tranchée t. 1                                                                                 | Éric Adam, Virginie Cady                                | Marchetti                                     |                   | Vents d'Ouest           |
| février      | Candélabres t. 4 : L'Homme avec les oiseaux                                                      | Algésiras                                               | Algésiras                                     | Thomas            | Delcourt                |
| mars         | Lupus t. 4 : Volume 4                                                                            | Frederik Peeters                                        | Frederik Peeters                              |                   | Atrabile                |
| 10 mars      | Sur les traces de Dracula t. 1 : Vlad l'Empaleur                                                 | Hermann, Yves H                                         |                                               |                   | Casterman               |
| 10 mars      | Terre mécanique t. 3 : Urbanica                                                                  | Jean-Baptiste Andréae                                   |                                               |                   | Casterman               |
| 17 mars      | Magasin général t. 1 : Marie                                                                     | Régis Loisel, Jean-Louis Tripp                          |                                               |                   | Casterman               |
| 17 mars      | Amours fragiles t. 2 : Un Eté à Paris                                                            | Philippe Richelle                                       | Jean-Michel Beuriot                           |                   | Casterman               |
| 24 mars      | Angel Fire                                                                                       | Blythe, Parkhouse                                       |                                               |                   | Casterman               |
| 24 mars      | L'Étrangleur t. 1 : L'Étrangleur                                                                 | Siniac, Tardi                                           |                                               |                   | Casterman               |
| mars         | Alim le tanneur t. 2 : Le Vent de l'exil                                                         | Wilfrid Lupano                                          | Virginie Augustin                             | Geneviève Penloup | Delcourt                |
| mars         | Lupus t. 4                                                                                       |                                                         |                                               |                   | Atrabile                |
| 10 avril     | Nathalie t. 16 : Le Monde à l'envers                                                             | Sergio Salma                                            |                                               |                   | Casterman               |
| 10 avril     | Paradise t. 2 : Le Désert des Molgraves                                                          | Bingono, Benoît Sokal                                   |                                               |                   | Casterman               |
| 10 avril     | Hell Dorado t. 1 : Santa Maladria                                                                | Jean-David Morvan, Dragan, Ignacio Noé                  |                                               |                   | Casterman               |
| 10 avril     | Le Chat t. 7 : Le Chat à Malibu                                                                  | Philippe Geluck                                         |                                               |                   | Casterman               |
| 10 avril     | Nouvel état des stocks                                                                           | Enki Bilal                                              |                                               |                   | Casterman               |
| 24 avril     | Les Voyages d'Alix : Les Vikings                                                                 | Martin, Lenaerts                                        |                                               |                   | Casterman               |
| 24 avril     | L'Étrangleur t. 2 : L'Étrangleur                                                                 | Jacques Tardi, Siniac                                   |                                               |                   | Casterman               |
| 24 avril     | Président                                                                                        | Maryse Charles, Thierry Bouüaert, Jean-François Charles |                                               |                   | Casterman               |
| avril        | Tchernobyl mon amour                                                                             | Chantal Montellier                                      |                                               |                   | Actes Sud               |
| avril        | Pedro et moi                                                                                     | Winick                                                  |                                               |                   | Çà et là                |
| avril        | Romano t. 1 : Un automne de dix secondes                                                         | Bilotta                                                 | Di Giandomenico                               |                   | Vents d'Ouest           |
| avril        | Spaghetti Brothers t. 12                                                                         | Carlos Trillo                                           | Domingo Mandrafina                            |                   | Vents d'Ouest           |
| 3 mai        | Le Sommeil du Monstre t. 3 : Rendez-vous à Paris                                                 | Enki Bilal                                              |                                               |                   | Casterman               |
| 3 mai        | L'Agence Tome 1 : Léda                                                                           | Thomas Legrain, Agnès Bartoll et Jean-Claude Bartoll    |                                               |                   | Casterman               |
| 3 mai        | Corto Maltese : Les Éthiopiques                                                                  | Hugo Pratt                                              |                                               |                   | Casterman               |
| 12 mai       | Secrets de sang t. 2 : Celui qui ne sait rien                                                    | Igor Dedic                                              |                                               |                   | Casterman               |
| 12 mai       | Mysteries t. 1 : Seule contre la loi                                                             | Roger Seiter, Vincent Wagner                            |                                               |                   | Casterman               |
| 12 mai       | 80 jours                                                                                         | Guéret, Vadot                                           |                                               |                   | Casterman               |
| 12 mai       | Prochaines histoires à délire debout t. 3                                                        | Fonck                                                   |                                               |                   | Casterman               |
| 17 mai       | Koma t. 4 : L'Hôtel                                                                              | Pierre Wazem                                            | Frederik Peeters                              | Albertine Ralenti | Les Humanoïdes Associés |
| 22 mai       | Shooting Star - Marilyn Monroe                                                                   | Maryse Charles, Jean-François Charles                   | Kas                                           |                   | Casterman               |
| 22 mai       | Les Voyages d'Alix : Lutèce                                                                      | Vincent Henin, Martin                                   |                                               |                   | Casterman               |
| 22 mai       | Petzi t. 23 : Petzi en Chine                                                                     | Vilhelm Hansen                                          |                                               |                   | Casterman               |
| 22 mai       | L'Étrangleur t. 3 : L'Étrangleur                                                                 | Siniac, Tardi                                           |                                               |                   | Casterman               |
| 22 mai       | Nestor Burma : Gueule de bois en plomb                                                           | Jacques Tardi                                           |                                               |                   | Casterman               |
| mai          | Ruptures                                                                                         | Andi Watson                                             |                                               |                   | Çà et là                |
| mai          | Contes des Hautes Terres t. 2 : La Sixième Couronne                                              | Mathieu Gallié                                          | Gwendal Lemercier                             |                   | Delcourt                |
| 7 juin       | Le Spirou de… t. 3 : Le Tombeau des Champignac                                                   | Yann                                                    | Fabrice Tarrin                                | Fabrice Tarrin    | Dupuis                  |
| 9 juin       | Les Voyages de Loïs t. 1 : Versailles sous Louis XIII                                            | Presti, Martin, Pâques                                  |                                               |                   | Casterman               |
| 9 juin       | Ernie Pike t. 3 : Ernie Pike                                                                     | Héctor Germán Oesterheld, Hugo Pratt                    |                                               |                   | Casterman               |
| 9 juin       | Les Diaboliques t. 2 : Seconde Époque                                                            | Jean-Claude Servais                                     |                                               |                   | Casterman               |
| 9 juin       | Achevé d'imprimer                                                                                | Olivier Mau, Rémy Mabesoone                             |                                               |                   | Casterman               |
| 14 juin      | Pascal Brutal Tome 1 : Pascal Brutal, La nouvelle virilité                                       | Riad Sattouf                                            | Riad Sattouf                                  | Walter            | Fluide Glacial          |
| 16 juin      | L'Étrangleur Tome 4 : L' Étrangleur                                                              | Pierre Siniac, Jacques Tardi                            |                                               |                   | Casterman               |
| avril        | L'Homme qui s'évada                                                                              | Laurent Maffre                                          |                                               |                   | Actes Sud               |
| avril        | Un taxi nommé Nadir                                                                              | Romain Multier                                          | Gilles Tevessin                               |                   | Actes Sud               |
| 3 juillet    | L'Étrangleur Tome 5 : L'Étrangleur                                                               | Jacques Tardi                                           |                                               |                   | Casterman               |
| 20 septembre | L'Orgueil de Tortillas t. 1                                                                      | Bou Aziz                                                | Bou Aziz                                      | Bou Aziz          | Carabas                 |
| septembre    | Little Star                                                                                      | Andi Watson                                             |                                               |                   | Çà et là                |
| 1er octobre  | Les Aventures de Vick et Vicky - t. 12 - Sur les Terres des Pharaons 2e partie : Les Deux Terres | Bruno Bertin                                            | Bruno Bertin                                  | Studio Vicky      | Éditions P'tit Louis    |
| 10 octobre   | Titeuf t. 11 : Mes meilleurs copains                                                             | Zep                                                     | Zep                                           | Nob               | Glénat                  |
| ?            | Alcheringa                                                                                       | Nikolavitch                                             | Grivaud                                       |                   | La Cafetière            |
| 27 novembre  | Kaamelott t. 1 : L'Armée du nécromant                                                            | Alexandre Astier                                        | Steven Dupré                                  | Benoît Bekaert    | Casterman               |

### Comics
| Sortie      | Titre                                                        | Scénariste         | Dessinateur | Coloriste | Éditeur   |
| ----------- | ------------------------------------------------------------ | ------------------ | ----------- | --------- | --------- |
| janvier     | Le Retour de l'éléphant                                      | Paul Hornschemeier |             |           | Actes Sud |
| 1er mai     | Y : The Last Man, tome 7 : Paper Dolls (Scoop)               | Brian K. Vaughan   | Pia Guerra  |           | Vertigo   |
| 22 novembre | Y : The Last Man, tome 8 : Kimono Dragons (Monnaie de singe) | Brian K. Vaughan   | Pia Guerra  |           | Vertigo   |

### Mangas
| Sortie       | Titre                                                | Scénariste        | Dessinateur     | Éditeur   |
| ------------ | ---------------------------------------------------- | ----------------- | --------------- | --------- |
| mars         | Kirihito Tome 4                                      |                   |                 | Delcourt  |
| 24 avril     | Magic Volume : 1                                     | Reiko Shimizu     |                 | Akata     |
| 26 avril     | Dororo Volume : 1                                    | Osamu Tezuka      | Osamu Tezuka    | Akata     |
| 26 avril     | Fragment Volume : 1                                  | Shin Takahashi    |                 | Akata     |
| 26 avril     | Ceux qui ont des ailes Volume : 2                    | Natsuki Takaya    |                 | Akata     |
| 26 avril     | Complément affectif Volume : 2                       | Mari Okazaki      |                 | Akata     |
| 26 avril     | Baki Volume : 6                                      | Keisuke Itakagi   |                 | Akata     |
| 26 avril     | Les Lamentations de l'agneau Volume : 7              | Kei Tōme          |                 | Akata     |
| 26 avril     | Beck Volume : 11                                     | Harold Sakuishi   |                 | Akata     |
| 26 avril     | Karakuri Circus Volume : 14                          | Kazuhiro Fujita   |                 | Akata     |
| 26 avril     | Fruits Basket Volume : 17                            | Natsuki Takaya    |                 | Akata     |
| 27 avril     | Gunslinger Girl Tome 4                               | Yu Aida           |                 | Asuka     |
| 27 avril     | Pilgrim Jäger Tome 4                                 | Mami Itō          | Tō Ubukata      | Asuka     |
| 27 avril     | S Tome 1                                             | Setona Mizushiro  |                 | Asuka     |
| 27 avril     | Tensai Family Company - Génies en tous genres Tome 3 | Tomoko Ninomiya   |                 | Asuka     |
| 11 mai       | Cantarella Tome 7                                    | You Higuri        |                 | Asuka     |
| 11 mai       | Chrno crusade Tome 3                                 | Daisuke Moriyama  |                 | Asuka     |
| 11 mai       | L'Enfant aux trois yeux Tome 4                       | Osamu Tezuka      |                 | Asuka     |
| 11 mai       | Mai-HiME Tome 2                                      | Noburu Kimura     |                 | Asuka     |
| 22 mai       | L'amour est une protéine                             | Choi Kyu-sok      |                 | Casterman |
| 22 mai       | Lotto Blues                                          | Byun Ki-hyun      |                 | Casterman |
| 24 mai       | Eat-Man Tome 7                                       | Akihito Yoshitomi |                 | Asuka     |
| 24 mai       | Monster Collection Tome 3                            | Sei Itoh          | Hitoshi Yasuda  | Asuka     |
| 24 mai       | Histoires pour tous                                  | Osamu Tezuka      | Osamu Tezuka    | Akata     |
| 24 mai       | Kajô 1                                               |                   |                 | Akata     |
| 24 mai       | Subaru, danse vers les étoiles 3                     | Masahito Soda     | Masahito Soda   | Delcourt  |
| 24 mai       | Nana 13                                              |                   |                 | Akata     |
| 24 mai       | Yakitate !! Japan 4                                  |                   |                 | Akata     |
| 24 mai       | Mother Sarah Tome 11                                 | Katsuhiro Ōtomo   | Takumi Nagayasu | Akata     |
| 6 septembre  | D.Gray-man Tome 1                                    | Katsura Hoshino   | Katsura Hoshino | Glénat    |
| 13 septembre | Reborn! Tome 1                                       | Akira Amano       | Akira Amano     | Glénat    |
| 22 novembre  | Claymore Tome 1                                      | Norihiro Yagi     | Norihiro Yagi   | Glénat    |

## Décès
- 7 janvier : Jamic
- 8 juin : Jack Jackson
- 14 juin : Jean Roba, 76 ans, scénariste et dessinateur belge
- 3 juillet : Pierdec, 86 ans
- 27 juillet : Bjørn Morisse, né en 1944
- 14 septembre : Myron Fass, auteur et éditeur de comics
- 21 septembre : Bernar, 49 ans
- 13 octobre : Hilda Terry
- 15 novembre : René Sterne, 54 ans, scénariste et dessinateur belge
- 25 novembre : Luciano Bottaro, 75 ans, dessinateur italien
- 26 novembre : Dave Cockrum, 63 ans, dessinateur américain
- 9 décembre : Martin Nodell
- 17 décembre : Joe Gill, scénariste de comics